# فابيو دي سوزا
فابيو دي سوزا (بالإنجليزية: Fabio De Sousa)‏ (30 ديسمبر 1997 في الولايات المتحدة - ) هو لاعب كرة قدم أمريكي في مركز الوسط.

## وصلات خارجية
- فابيو دي سوزا على موقع قاعدة بيانات كرة القدم.إي يو (الإنجليزية)
- فابيو دي سوزا على موقع Soccerway.com (الإنجليزية)